# Eloria albifasciata
Eloria albifasciata är en fjärilsart som beskrevs av Paul Dognin 1923. Eloria albifasciata ingår i släktet Eloria och familjen tofsspinnare. Inga underarter finns listade i Catalogue of Life.